# Villa Ramallo
Villa Ramallo – miasto w Argentynie, drugie co do wielkości w Partido Ramallo (powiecie Ramallo), leżącym w prowincji Buenos Aires.
Miasto założono 1 lutego 1886 roku. Według spisu z 2001 roku mieszkało 10 052 ludzi. W porównaniu ze spisem z 1991 roku, kiedy to stwierdzono 9840 ludzi, wzrost zaludnienia wyniósł w tym czasie 21.5‰.
Miasto jest siedzibą klubu Club Atlético y Social Defensores de Belgrano.

## Mieszkańcy
W miejscowości Villa Ramallo, dawniej mieszkali lub mieszkają dalej:
- Juan María Traverso (ur. 28 grudnia 1950), argentyński kierowca wyścigowy.
- Federico José Luppi(inne języki) (ur. 23 lutego 1936, zm. 20 października 2017), aktor.
- Leonardo Castillo (ur. 21 lipca 1931, zm, 15 grudnia 2006), poeta.